# Рокфорд (Илиноис)
Рокфорд (енгл. Rockford) град је у америчкој савезној држави Илиноис. По попису становништва из 2010. у њему је живело 152.871 становника.

## Демографија
Према попису становништва из 2010. у граду је живело 152.871 становника, што је 2.756 (1,8%) становника више него 2000. године.
|                   | 2010.            | 2000.            |
| Укупно            | 152 871 (100,0%) | 150 115 (100,0%) |
| Белци             | 89 349 (58,45%)  | 102 678 (68,40%) |
| Афроамериканци    | 31 359 (20,51%)  | 26 072 (17,37%)  |
| Хиспаноамериканци | 24 085 (15,76%)  | 15 278 (10,18%)  |
| Азијати           | 4 443 (2,906%)   | 3 301 (2,199%)   |
| Остали            | 3 635 (2,378%)   | 2 786 (1,856%)   |

## Партнерски градови
- Ферентино
- Borgholm Municipality